# Toget er på vej mod øst
Toget er på vej mod øst (russisk: Поезд идёт на восток) er en sovjetisk film fra 1947 af Julij Rajzman.

## Medvirkende
- Lidija Dranovskaja som Sokolova
- Leonid Gallis som Lavrentjev
- Marija Jarotskaja som Zakharova
- Mikhail Vorobjov som Berezin
- Konstantin Sorokin